# Позняков, Николай Сергеевич
Никола́й Серге́евич Позняко́в (11 (23) февраля 1893 — ок. 1969, Москва) — русский поэт и переводчик.

## Биография
Прямой потомок П. А. Познякова — владельца крепостного театра на Никитской, где когда-то давно служил Сила Сандунов. Учился в Поливановской гимназии вместе с С. Эфроном, В. Шершеневичем и С. Шервинским. Там же учились Андрей Белый, Валерий Брюсов, Максимилиан Волошин.
В августе 1912 года поступил на естественное отделение физико-математического факультета Московского университета, через год перевёлся на классическое отделение историко-филологического факультета.
В 1913 году участвовал в альманахе «Круговая чаша» (среди других участников: А. Ильинский-Блюменау, В. Мориц, Л. Остроумов, Д. Рем, А. Романовская, А. Сидоров, К. Чайкин, С. Шервинский, В. Шершеневич). Неизвестный поэт Н. Базанов посвятил Познякову стихи: «Он очень худ, высок и странно строен, / Татарский князь, в английском галифе. / Поэт в простой, изысканной строфе / Капризно-нежен, странно беспокоен…».
Во время Первой мировой войны работал в Красном кресте. В годы гражданской войны — в Белом движении. После революции эмигрировал, был в Константинополе, Риме, Берлине, пока наконец в 1925 не осел в Париже. Вместе с С. М. Прокудиным-Горским основал фотоателье «Ёлка», названное в честь прозвища младшей дочери последнего.
До 1928 в Берлине вышел его сборник «Стихи». Вместе с Сергеем Эфроном начал сотрудничать с советской разведкой.
К. В. Хенкин в 2002 году в интервью «радио Свобода» охарактеризовал Познякова так: 

Был там <среди советской резидентуры середины тридцатых годов в Париже – Е.В.> ещё такой Николай Поздняков, школьный товарищ Эфрона. Очень начитанный и культурный человек, очень интересовавшийся молодыми людьми. Он не имел отношения ни к какому союзу. Он был фотограф, и вокруг него роилась небольшая группка молодых французов-гомосексуалистов, которые активное участие принимали в наружном наблюдении для нужд резидентуры.
— цит. по: 
Более того, в своих мемуарах он утверждал, что

Позже я узнал, что именно Поздняков был изобретателем радикального способа борьбы с идейными противниками за границей. Жертву оглушали, клали в ванну с соляной кислотой. Через какое-то время все спускалось в канализацию. Никаких улик. Клеветники, которые бы вздумали утверждать, что Москва занимается политическими убийствами, были бы посрамлены.
— «Охотник вверх ногами»
В конце 1930-х гг. вместе с семьёй Эфрона-Цветаевой вернулся в Россию. По сведениям Хенкина, перед самой войной работал в лагере для интернированных в Прибалтике иностранцев «наседкой» — камерным агентом. В 1948 году был арестован. Освобождён после смерти Сталина.

До 1948 года Позняков прожил в СССР относительно благополучно: в армию он не годился по зрению, а вот как свидетель на чьем-нибудь процессе мог еще и пригодиться. Однако именно в 1948 году пришла и его очередь. В письмах к С. В. Шервинскому неоднократно упоминается неведомый «Саша». …Александр Германович Эльсниц (1894 — 1965) — военный инженер… (…) Потребовался человек, по обвинению которого можно было бы круто репрессировать генерал-майора (из евреев, заметим: год-то на дворе — 1948!). А тут такая незадача: «свидетель» отказывается что бы то ни было подписывать… потому как почти слеп, потому как не видит написанного. Накладочка у следователя. За такую халтуру прокурор не похвалит… Ну, свидетеля обратно в лагерь, Эльсница всё равно под арест, не пропадать же, как писал А. И. Солженицын, «хорошему расстрельному материалу»… (цит. по: там же)

В последние годы Позняков был скован параличом и до конца жизни пролежал в больнице. Занимался переводами, в частности известен его перевод «Антигоны» Софокла, выполненный совместно с Шервинским, переводы из Горация и Проперция, поэтов Далмации и др.
После смерти Познякова материалы его архива — стихи, переводы, письма, воспоминания и др. — были, согласно его распоряжению, переданы С. В. Шервинскому; в настоящее время они находятся в РГАЛИ в составе личного фонда Шервинского. Едва ли не первым с материалами Познякова работал литературовед Евгений Витковский; по его инициативе в 2008 году в московском издательстве «Водолей Publishers» вышел сборник стихотворений Н. Познякова.
1. ↑  Позняков Н. С. Преданный дар: Избранные стихотворения. Составление и подготовка текста В. А. Резвого; послесловие Е. В. Витковского. М.: Водолей Publishers, 2007. ISBN 978-5-9796-0119-9